# Josep Brunet i Bellet
Josep Brunet i Bellet (Barcelona, 1818 — ídem, 17 de gener de 1905) fou un escriptor i bibliòfil que reuní en sa biblioteca incunables importants. Publicà obres sobre escacs, la barretina i sis volums d'assaigs sobre temes històrics, erudits però sense gaire esperit crític.
Fill de Joan Brunet i Rita Bellet. Va estudiar humanitats al Seminari Conciliari de Barcelona així com física, química i diverses llengües a les aules de la Junta de Comerç de Catalunya. Es va casar amb Júlia Viadera i Pagès, filla de Antoni Viadera i Surreu, i van ser pares de Gaspar Brunet i Viadera, pioner de l'aviació a Catalunya. Amb Josep Serrat i Borràs va ser el propietari de la primera indústria mecànica de teixits de Barcelona, la «Brunet y Serrat», que fabricava cintes i fils. Amb seixanta anys es va retirar dels afers i d'aleshores ença es va dedicar a l'art i la història.
L'Arxiu Històric de la Ciutat de Barcelona conserva una part del fons personal de Josep Brunet i Bellet, que conté, entre d'altres una col·lecció de naips espanyols i estrangers. La seva correspondència es troba a la Biblioteca de Catalunya.

## Obres
- Egipte, Assyria y Babilonia (1885): un llibre capdavanter en una època quan el món acadèmic no s'interessava gaire al Pròxim Orient i Assíria.[3][6]
- Lo Joch de naibs, naips o cartas : passatemps en Caldetas durant lo cólera de 1885 (1886)[7]
- La gorra catalana (1887)
- Espanya: ni iberos ni fenicis (1887)
- Ni arios ni indo arios (1889)
- El ajedrez: investigaciones sobre su origen.[8]
- Colón: ¿fué el verdadera descubridor de América? ¿dónde nació? (1892)
- La Creu : els monuments megalítics (1892)
- Els grecs. Els etruscos' (1895)
- L'escriptura. Lo gravat. L'impremta. Lo llibre (1898)
- De la pretenguda i malentesa civilització arabe (1899)
- De les costums dels homens e dels oficis dels nobles sobrel joch dels escachs com a editor de Jacobus de Cessolis (1900)
- Los Hetheus: notas críticas á propósit d'un opúscul en que's tracta de si'ls hetheus colonisaren Catalunya (1900).[9]
- El Maçoudí : un autor mahometà del sigle X : apuntacions presses de l'obra d'aquest autor Les praderes d'or.[10]